# Костілева
Костілева (рум. Costileva) — село у повіті Сучава в Румунії. Входить до складу комуни Улма.
Село розташоване на відстані 388 км на північ від Бухареста, 80 км на захід від Сучави.

## Населення
За даними перепису населення 2002 року у селі проживали 346 осіб.
Національний склад населення села:
| Національність | Кількість осіб | Відсоток |
| -------------- | -------------- | -------- |
| українці       | 324            | 93,6%    |
| румуни         | 22             | 6,4%     |

Рідною мовою назвали:
| Мова       | Кількість осіб | Відсоток |
| ---------- | -------------- | -------- |
| українська | 324            | 93,6%    |
| румунська  | 22             | 6,4%     |